# EIA (automobile)
La EIA, acronimo di Economica Industria Automobili, è stata una casa automobilistica italiana, attiva nel 1928.

## La Storia
Fondata a Milano da un gruppo di appassionati,  la Società Lombarda Economica Industria Automobili si proponeva di realizzare una vettura a basso costo, adatta alla motorizzazione di massa, sotto il marchio EIA, probabilmente scelto per ricollegarsi al popolare motto dannunziano «Eia! Eia! Eia! Alalà!», molto in voga durante il Regime fascista.
Nel 1928 il prototipo EIA venne presentato alla Stampa. Si trattava di una piccola automobile a quattro posti, lunga 3,40 m, con carrozzeria scoperta di tipo Torpedo, dotata di un motore in linea quadricilindrico di 950 cc, con distribuzione a valvole laterali, comandata da albero a camme nel basamento e cambio train baladeur a tre marce più retromarcia con leva centrale.
Lo schema era tradizionale con guida a destra, propulsore posizionato anteriormente, trasmissione finale a giunto cardanico sulle ruote posteriori e sospensioni costituite da quattro balestre semiellittiche. Le ruote del prototipo erano a raggi, ma era prevista l'adozione dei cerchi in lamiera per le vetture di serie.
Veniva dichiarata una velocità massima di circa 65-70 km/h, oltre all'imminente entrata in produzione con l'obbiettivo iniziale di costruire dieci esemplari al giorno.
Il battage pubblicitario fu consistente, ma la vettura non entrò in produzione, né risulta che la EIA abbia assunto altre iniziative, scomparendo del tutto dalla scena motoristica italiana.